# Cova d'Oxtotitlán

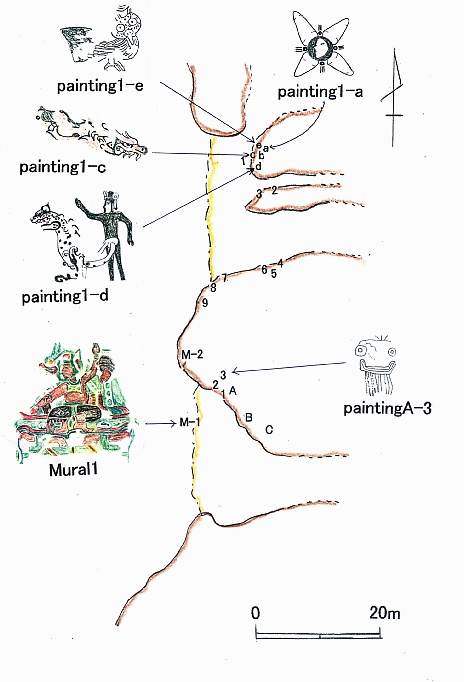
Un mapa de Cova d'Oxtotitlán.

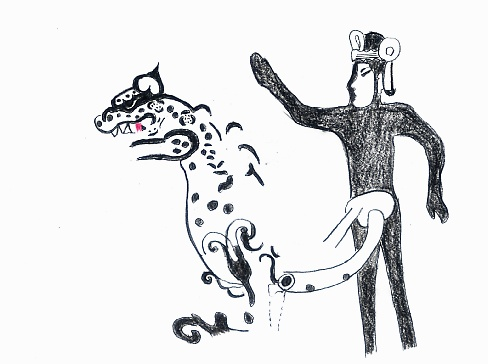
Pintura 1-D.

La cova d'Oxtotitlán és un jaciment arqueològic de la cultura olmeca. Es troba al municipi de Chilapa de Álvarez (Guerrero, Mèxic). Com el seu nom indica, es tracta d'un lloc ubicat a l'interior d'una caverna. Abasta diverses peces de pintura rupestre relacionades amb la iconografia olmeca.
Juntament amb les properes grutes de Juxtlahuaca, la cova d'Oxtotitlán representa un dels primers exemples complexos de la pintura mesoamericana. En contrast amb les pintures de Juxtlahuaca, les d'Oxtotitlán no es troben només a l'interior de l'abric rocós, sinó també a l'exterior, sobre l'entrada de la caverna.

## Descripció
El lloc va ser investigat durant els anys 1960 i 1970 per David Grove. Els seus treballs contenen registres detallats de la zona arqueològica, que es localitza al turó de Quiotepec, a un quilòmetre de la població d'Acatlán. Les pintures estan organitzades en tres complexos: la Gruta Nord, la Gruta Sud (tots dos a l'interior de la cova) i el Grup Central, que es troba sobre l'entrada de la caverna. Així mateix, Grove va registrar fotogràficament alguns teixits que estaven en poder dels habitants d'Acatlán, que van informar que aquests teixits van ser trobats a l'interior de la cova.
Els exemples més coneguts de les pintures d'Oxtotitlán són els que formen el grup central. Es tracta de dos murals policroms, un dels quals representa un personatge assegut sobre una serp mitològica i porta una màscara que, segons Grove, podria ser una representació d'un mussol. L'altre mural del Grup Central ha estat greument malmès per l'acció del temps i l'ambient, fent difícil la seva identificació. A l'interior, els murals són monocroms (de blanc i negre), o bé, bicromat, combinant elements de color vermell i negre.
A diferència de amb Juxtlahuaca, és possible que Oxtotitlán estigui relacionat amb una zona residencial ja que s'han trobat materials ceràmics als voltants del turó de Quiotepec.
L'estat de deteriorament dels murals del lloc motivar la intervenció de les autoritats arqueològiques a Mèxic l'any 2002. D'aquesta manera va començar una temporada d'obres de restauració a càrrec de Sandra Cruz, de l'Institut Nacional d'Antropologia i Història (INAH), que va incloure una sèrie de tallers per sensibilitzar els habitants d'Acatlán, el poblat més proper, sobre la necessitat de preservar els murals d'Oxtotitlán.